# 9P149
9P149（ロシア語：9П149）は、ソ連で開発されたMT-LBの派生型の1つ。引き込み式の9M114 ココン（NATOコードネーム：AT-6 スパイラル）および9M120アターカ（NATO名：AT-9 スパイラル2）対戦車ミサイルを搭載している。

## 歴史
9P149は、1970年代半ばに、コロムナ機械工学設計局(KBM)で開発され、1978年にテストを完了させた。
チェチェン紛争やドンバス戦争などで使用されている。

## 組成
9P149は、9M114多目的ミサイルを使用している。ミサイルは最大650mmの装甲を貫通できる。ミサイルは赤外線誘導を備えた半自動の無線コマンドによって誘導される。
ハッチのすぐ前方に照準器があり、最大6kmを追跡することができる。